# Буйволовые ткачи
Бу́йволовые ткачи́ (лат. Bubalornis) — род воробьиных птиц из семейства ткачиковых (Ploceidae). Своё название получил от др.-греч. βοῦς — «буйвол» и др.-греч. οἰωνός — «птица», так как ткачи сопровождают, в том числе, буйволов.
Птицы встречаются в Африке, кормятся насекомыми и клещами, склёвывая их преимущественно с кожи крупных животных, таких как африканские буйволы.

## Классификация
В род включают 2 вида:
- Bubalornis albirostris (Vieillot, 1817) — Буйволовый ткач
- Bubalornis niger A. Smith, 1836 — Чёрный буйволовый ткач